# Pygoderma bilabiatum
Pygoderma bilabiatum is een zoogdier uit de familie van de bladneusvleermuizen van de Nieuwe Wereld (Phyllostomidae). De wetenschappelijke naam van de soort werd voor het eerst geldig gepubliceerd door Wagner in 1843.

## Voorkomen
De soort komt voor in Bolivia, Brazilië, Paraguay en Argentinië.